# Mike Zeck

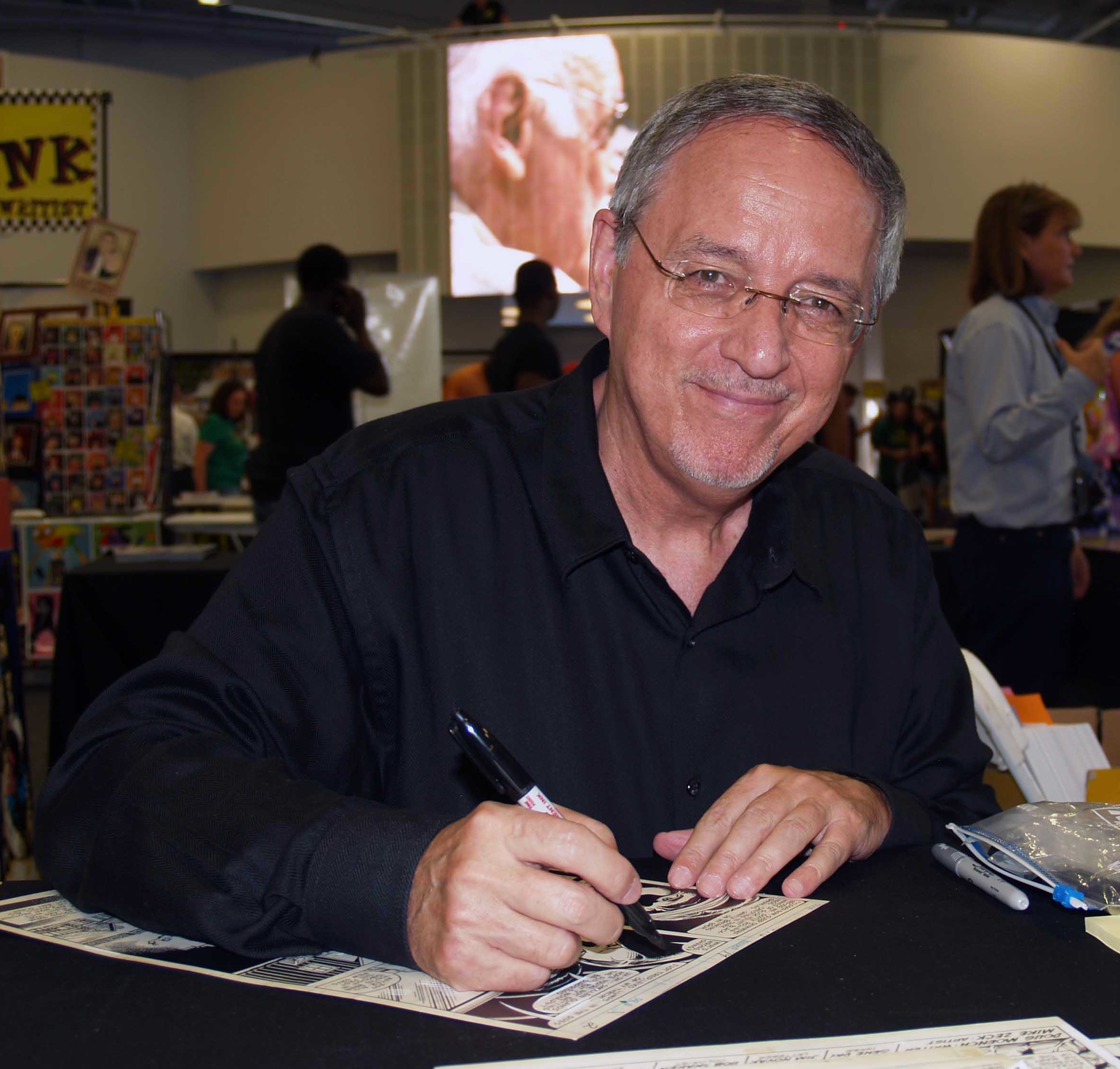
Mike Zeck (2013)

Mike Zeck (* 6. September 1949 in Greenville, Pennsylvania) ist ein US-amerikanischer Comiczeichner.

## Leben und Arbeit
Zeck begann in den 1970er Jahren als hauptberuflicher Comiczeichner zu arbeiten. Zuvor absolvierte er eine Ausbildung zum akademischen Zeichner an der Ringling School of Art. Seine ersten professionellen Arbeiten legte er für das Animated-Label des Verlages Charlton Comics vor. Es folgten Zeichnerjobs für Charltons Horrorserien, bevor Zeck 1977 zu dem Verlag Marvel Comics wechselte, für den er die Martial-Arts-Serie Master of Kung Fu gestaltete.
Zecks bekannteste Arbeiten sind die Illustrationen für die zwölfteilige Maxiserie Secret Wars und die von J. M. DeMatteis verfasste Spider-Man-Storyline Kraven's Last Hunt aus dem Jahr 1987. 1985/86 gestaltete er zudem eine, von Steve Grant geschriebene, klassische Miniserie um den Antihelden Punisher.
Seither hat Zeck sich vor allem als Gastzeichner betätigt. So visualisierte er Ausgaben der Serien Aquaman, Batman: Legends of the Dark Knight, Green Lantern, Deathstroke und Lobo für DC Comics, sowie G.I. Joe und Captain America für Marvel Comics.